# عيسى المغربي
عِيسى المَغْرِبي (1020 - 1080 هـ / 1611 - 1669 م) هو محدث و فقيه مالكي ، أصله من وطن الثعالبة من أعمال الجزائر.
هو عيسى بن محمد بن محمد بن أحمد الجعفري، نسبة إلى جعفر بن أبي طالب ، الهاشمي الثعالبي المغربي، جار الله، أبو المهدي. ولد ونشأ في زواوة (بالمغرب) ورحل في طلب العلم، واستقر بمكة وتوفي فيها.

## آثاره
من آثاره «كنز الرواية» و «منتخب الأسانيد في وصل المصنفات والأجزاء والمسانيد» وهو فهرست لمرويات شيخه البابلي وشيوخه وسلسلاته.